# 松源街道 (松溪县)
松源街道是中华人民共和国福建省南平市松溪县下辖的一个街道。

## 历史沿革
松源街道原名松源镇。2008年，松源镇撤消并设立松源街道办事处。

## 行政区划
松源街道下辖以下村级行政区划单位：

东门社区、南门社区、西门社区、北门社区、水南社区、城东社区、东门村、南门村、西门村、北门村、水南村和钱园桥村。